# 林雪坪主教座堂
林雪坪主教座堂（瑞典語：Linköpings domkyrka）是位於瑞典城市林雪坪的一座瑞典信義會的教堂，也是瑞典信義會林雪平教區的主教座堂。林雪坪主教座堂對面的建築是林雪坪城堡。林雪坪主教座堂大約擁有800年的歷史，最早是一座修建於11世紀的木質教堂。